# ناظم عكاري
 ناظم عكاري (1902 - 11 مارس 1985، سياسي لبناني. تولى رئاسه الوزراء لفترة قصيره جداً.

## عنه
عُيِّن رئيسا للوزراء بتاريخ 9 سبتمبر 1952 واستقال بتاريخ 14 سبتمبر 1952 وذلك بأواخر فترة حكم الرئيس بشارة الخوري، وكان وزيراً للأنباء ووزيراً للخارجية ووزيراً للداخلية ووزيراً للدفاع ووزيراً للزراعة في حكومته التي شكّلها في عهد الرئيس بشارة الخوري. كما عُيِّن نائباً لرئيس مجلس الوزراء ووزيراً للأشغال العامة ووزيراً للأنباء ووزيراً للبرق والبريد ووزيراً للتربية الوطنية ووزيراً للخارجية ووزيرا للداخلية ووزيراً للزراعة في حكومة الرئيس فؤاد شهاب في عهد الرئيس بشارة الخوري بالفترة ما بين 18 سبتمبر 1952 إلى 30 سبتمبر 1952، وهي حكومة عسكرية تولّت مهمة تنظيم انتخاب رئيس الجمهورية خلفاً للرئيس بشارة الخوري الذي استقال من منصبه.